# Alfred Lindley
Alfred Lindley   (Minneapolis, 20 de gener de 1904 - Paxton, 22 de febrer de 1951) fou un remer estatunidenc que va competir durant la dècada de 1920. També destacà com a alpinista i el 1932 aconseguí la segona ascensió absoluta del Denali. Va morir en un accident aeri el 1951.
El 1924 va prendre part en els Jocs Olímpics de París, on guanyà la medalla d'or en la prova del vuit amb timoner del programa de rem.